# Гелиопольская митрополия (Александрийский патриархат)
Илиопо́льская митропо́лия (греч. Ιερά Μητρόπολη Ηλιουπόλεως) — епархия Александрийской Православной Церкви.

## История
Православная кафедра в Гелиополе (Илиополе) появилась не позднее середины V века.
Кафедра была возрождена в XX веке как титулярная епископия. С 14 марта 2003 года — титулярная митрополия.
23 ноября 2013 года решением Священного Синода Александрийской Православной Церкви была переведена в разряд действующих митрополий.

## Епископы
древняя епархия
- Марин (упом. 431)
- Исидор (?)

титулярная епархия
- Дионисий (Хадживасилиу) (24 ноября 1968 — 15 июня 1974)
- Феоклит (Лецос) (22 июня 1974 — 3 октября 2008)
- Феодор (Димитриу) (6 октября 2009 — 23 ноября 2013)

самостоятельная епархия
- Феодор (Димитриу) (с 23 ноября 2013)